# Batis mixta
Batis mixta là một loài chim trong họ Platysteiridae.